# ماکسیمیلیان درام
ماکسیمیلیان درام (انگلیسی: Maximilian Drum؛ زادهٔ ۱۹ سپتامبر ۱۹۹۱) بازیکن فوتبال اهل آلمان است.